# Lycosoides flavomaculata
Lycosoides flavomaculata är en spindelart som beskrevs av Lucas 1846. Lycosoides flavomaculata ingår i släktet Lycosoides och familjen trattspindlar. Inga underarter finns listade i Catalogue of Life.